# قاي غوثير
قاي غوثير هو سياسي كندي، ولد في 20 مارس 1920 في أكتون فال في كندا، وتوفي في 10 مارس 2014 في لافال في كندا. حزبياً، نشط في الإتحاد الوطني. وقد انتخب عضو الجمعية الوطنية في كيبك ‏.